# Vitamine D
Vitamine D is een groep van vet-oplosbare organische verbindingen die verantwoordelijk zijn voor de opname van calcium en fosfaat uit voeding, wat van groot belang is voor diverse biologische processen. De twee belangrijkste vormen zijn vitamine D3 (de dierlijke vorm) en vitamine D2. De term vitamine D verwijst ook naar metabolieten en andere analoga van deze substanties.
Vitamine D3 kan in het menselijk lichaam worden geproduceerd onder invloed van ultraviolet licht. In de klassieke interpretatie van het begrip "vitamine" zou dit betekenen dat vitamine D eigenlijk niet beschouwd kan worden als een echte vitamine. In de meeste gevallen is de endogene synthese echter ontoereikend en blijft de mens afhankelijk van de aanvoer uit externe bronnen, vandaar dat het in het algemeen toch als vitamine beschouwd wordt.
Het vitamine D dat in het lichaam wordt aangemaakt of uit voeding wordt verkregen, is nog niet fysiologisch actief. Pas na enzymatische omzetting in de lever en vervolgens in de nieren verandert het in zijn actieve vorm (calcitriol). Het actieve vitamine D wordt als hormoon via de bloedsomloop naar alle lichaamsweefsels vervoerd. In de darmen bevordert het de opname van calcium, fosfaat en magnesium uit het voedsel. Deze voedingsstoffen zijn met name belangrijk voor gezonde groei van botten, tanden en spierweefsels.
Een tekort aan vitamine D kan het gevolg zijn van onvoldoende inname en een inadequate blootstelling aan zonlicht. Ook lever- en nieraandoeningen kunnen de absorptie en stofwisseling van vitamine D verstoren. Deficiëntie leidt tot verminderde botmineralisatie en uiteindelijk tot aandoeningen die het bot verweken, zoals rachitis en osteoporose. Naast deze functies van vitamine D is er ook aandacht voor de rol ervan bij hart- en vaatziekten, auto-immuunziekten en kanker. Over deze gezondheidseffecten bestaat echter geen sterke consensus in de geneeskunde.

## Geschiedenis

### Ontdekking

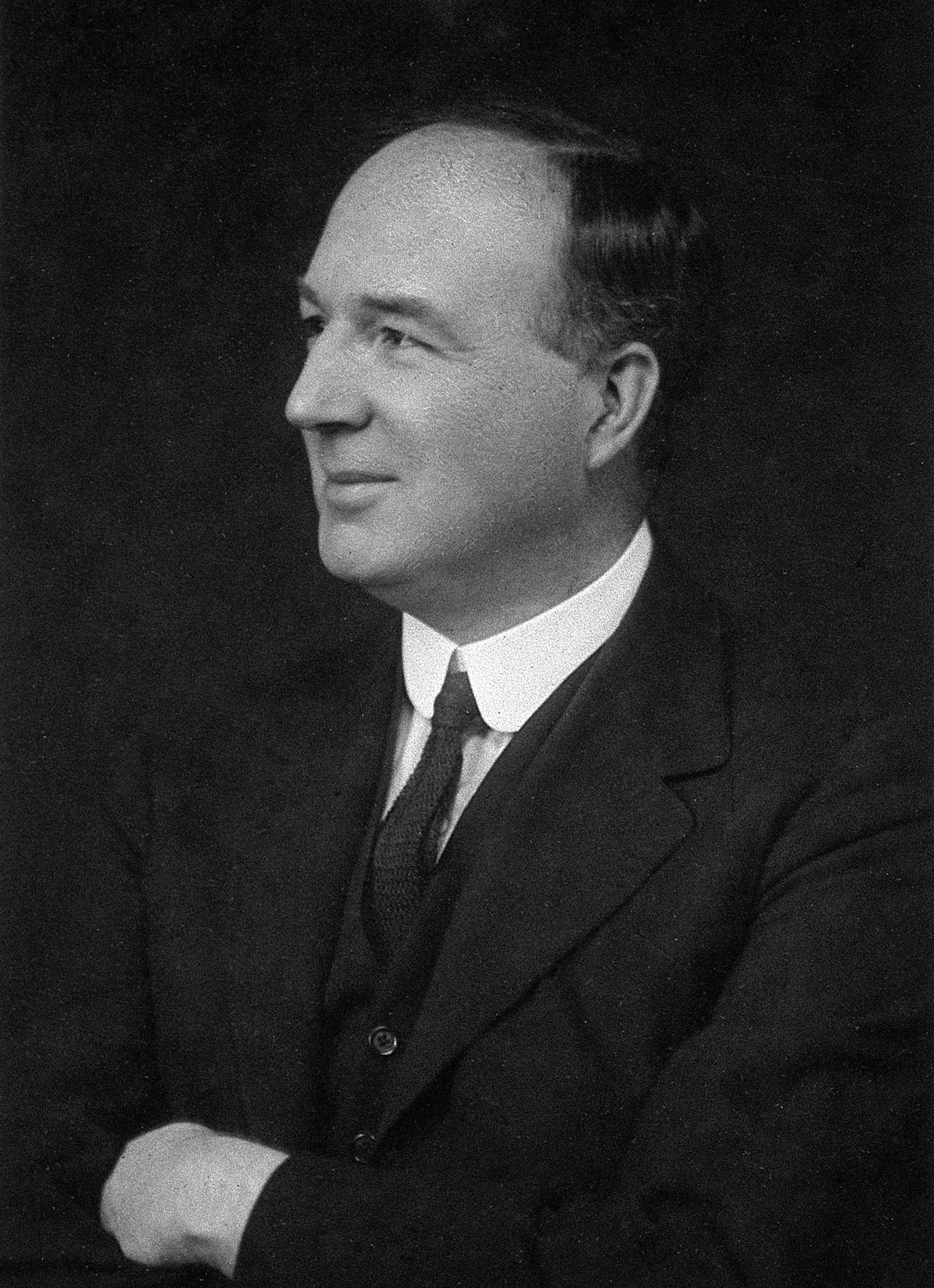
Biochemicus Edward Mellanby (1943), een vooraanstaand onderzoeker naar vitamine D.

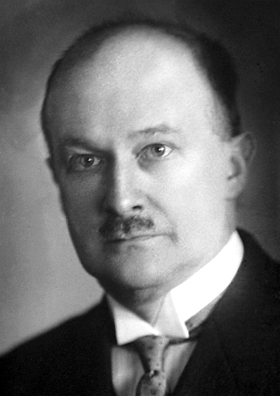
Adolf Windaus (1928), die de precursor van vitamine D ontdekte.

De ontdekking van vitamine D is sterk verweven met de zoektocht naar een geneesmiddel voor rachitis. Aan het begin van de 19e eeuw kwam deze ziekte steeds meer voor in noordelijk Europa en in Noord-Amerika. De opkomst van de industrie, zorgde ervoor dat een groot deel van de bevolking, in tegenstelling tot de voorafgaande eeuwen, niet meer hun werkzaamheden in de openlucht verrichtte, maar binnenshuis. In de eerste helft van de 20e eeuw ontdekte men het verband tussen rachitis, zonlicht en vitamine D.
In het jaar 1919 werd aangetoond dat door blootstelling aan uv-licht herstel van rachitis mogelijk is. Twee jaar later werd hetzelfde aangetoond voor blootstelling aan zonlicht.
De Britse arts Edward Mellanby was een pionier in het onderzoek naar vitamine D en de rol daarvan in rachitis. Onafhankelijk van de bovengenoemde ontwikkeling was hij ongeveer gelijktijdig ervan overtuigd dat rachitis een gevolg was van een voedingsdeficiëntie. Hij koppelde dit ook aan het feit dat veel fabrieksarbeiders en met name kinderen in de fabrieken, die amper zonlicht zagen, last hadden van wij nu historisch als Engelse Ziekte (rachitis) kennen, voornamelijk gekenmerkt door afwijkende en verzwakte beendergroei. Hij kon in 1919 via experimenten met honden aantonen dat rachitis door boter, melk en vooral levertraan genezen kon worden. Als het vierde gevonden vitamine (na de vitaminen A, B en C) werd het vervolgens vitamine D genoemd.
In 1928 werd de Nobelprijs voor Chemie toegekend aan Adolf Windaus, die 7-dehydrocholesterol ontdekte, de precursor van vitamine D.
Rond de jaren 1930 was veel van de chemie en biologie van het anti-rachitiseffect van levertraan bekend. Men wist dat er vetoplosbare stoffen bij betrokken waren en dat deze konden worden gemaakt door gist met uv-licht te bestralen. De stof die in gist werd ontdekt was ergocalciferol, ofwel vitamine D2. Men had ook ontdekt dat een cholesterol-achtige stof door uv in een soortgelijke stof, cholecalciferol of vitamine D3, wordt getransformeerd.

### Gebruik
Met name na de Tweede Wereldoorlog werden door bijvoorbeeld de Nederlandse overheid maatregelen genomen om de vitamine D-status onder de bevolking te verbeteren. Zo werden 'vakantiekolonies' opgericht, waar bleekneusjes (kinderen met gezondheidsproblemen), met name uit de armere sociale klassen, weer op sterkte konden komen. De angst bestond toen dat vooral de doorgaans armere stadsbewoners en met name hun kinderen te weinig zonlicht kregen en daarmee te weinig vitamine D. In 1961 werd het Margarinebesluit ingesteld, om via verplichte toevoeging van vitamine D aan een algemeen gebruikt voedingsmiddel als margarine de vitamine D-status van de bevolking te verbeteren.

## Biochemie

### Vormen
Er zijn verschillende vormen van vitamine D ontdekt, waarvan vitamine D2 en vitamine D3 de belangrijkste zijn.
- Vitamine D1: Verbinding van ergocalciferol (D2) en lumisterol, 1:1. Deze benaming wordt niet meer gebruikt.
- Vitamine D2: calciferol of ergocalciferol (C28H44O); deze vorm wordt gemaakt uit ergosterol (provitamine D2) in plantaardige voeding of schimmels (qua voeding het meest relevant als kaas, paddenstoelen en gist) en kan niet door het menselijk lichaam worden geproduceerd.[9]
- Vitamine D3 of cholecalciferol (C27H44O). Deze vorm bevindt zich in voedingsmiddelen van dierlijke oorsprong; maar kan ook in de huid worden geproduceerd uit (het uit cholesterol afkomstige) 7-dehydrocholesterol via een fotochemische reactie op ultraviolette stralen uit zonlicht.
- Vitamine D4: 22,23dihydroergocalciferol (verzadigde vorm van vitamine D2).
- Vitamine D5: Sitocalciferol (gesynthetiseerd uit 7-dehydrositosterol).

Het verschil tussen vitamine D2 en D3 is dat D2 een extra CH3-groep heeft (op koolstofatoom 24), evenals een extra dubbele binding (tussen koolstofatoom 22 en 23).
In de meeste zoogdieren, inclusief de mens, is vitamine D3 veel effectiever dan D2 in het verhogen van het calcidiol in de bloedsomloop. Vitamine D3 is ten minste drie en waarschijnlijk eerder 10 maal sterker dan vitamine D2, onder meer vanwege een sterkere bindingsaffiniteit met de vitamine D-receptor. Vitamine D3 heeft voor de mens dan ook een sterker effect in geval van suppletie. Hoewel vitamine D2 veelvuldig gebruikt wordt, wordt het door deskundigen niet als gelijkwaardig beschouwd aan vitamine D3. In sommige diersoorten echter, zoals ratten en muizen, is vitamine D2 effectiever dan D3.

### Synthese en stofwisseling
Vrijwel alle vitamine D in ons lichaam is in de huid geproduceerd uit in het lichaam aanwezig cholesterol waaraan eerder door inwerking van enzymen een waterstofatoom is onttrokken (op de 7e positie, vandaar de naam van deze tussenvorm: 7-dehydrocholesterol). Onder invloed van uv B-straling uit zonlicht wordt 7-dehydrocholesterol omgezet in provitamine D3, wat vervolgens door een spontane trage isomerisatie wordt omgezet naar vitamine D3. In de huid worden de hoogste concentraties van 7-dehydrocholesterol in het Stratum spinosum en de kiemlaag aangetroffen. Bij mensen en de meeste zoogdieren is 7-dehydrocholesterol voor de vitamine D-aanmaak rijkelijk voorhanden (uitgezonderd zijn bijvoorbeeld katten).
Uit de voeding afkomstig vitamine D2 en vitamine D3 wordt snel in de dunne darm geresorbeerd. In chylomicronen wordt het vervolgens via het lymfevatenstelsel naar de veneuze bloedsomloop getransporteerd. Daar heeft het een halveringstijd van 19 tot 25 uur. In deze periode wordt het ofwel in het vetweefsel opgeslagen, ofwel in de lever tot 25(OH)Vitamine D3 gehydroxyleerd.
Vitamine D (zowel vitamine D2 als D3) gemaakt in de huid of afkomstig uit de voeding kan vervolgens worden opgeslagen in en vrijgemaakt uit vetcellen. Vitamine D circuleert via de bloedsomloop door het hele lichaam, gebonden aan het zogenoemde "vitamine D-bindend proteïne" (VDBP). Op deze wijze wordt het ook naar de lever getransporteerd. Vooral in de lever, maar ook in een aantal andere lichaamsweefsels, wordt vitamine D3 (en D2) via het enzym vitamin D3-25-hydroxylase omgezet in calcidiol (25-hydroxyvitamine D of kortweg 25-OH D3). Deze metaboliet van vitamine D heeft slechts een geringe biologische activiteit.
Calcidiol wordt uiteindelijk in de nieren onder invloed van 25-hydroxyvitamine D3 1-alpha-hydroxylase (een cytochroom P450 enzym in de (proximale tubulus) omgezet in het actieve hormoon calcitriol (1α,25-dihydroxycholecalciferol). De vorming van calcitriol in de nieren wordt gestimuleerd door het parathormoon, evenals door de hoeveelheid calcium en fosfor in het bloed. Vitamine D-receptoren komen voor in darmweefsel, en botweefsel, maar ook in andere weefsels, met name de hersenen, de borst, prostaatweefsel en lymfocyten.

### Eenheden en omrekening
De hoeveelheid vitamine D kan worden uitgedrukt als microgram ergocalciferol (vitamine D2) of microgram cholecalciferol (vitamine D3). Regelmatig wordt de hoeveelheid ook aangeduid in internationale eenheden (afgekort IE of IU), waarbij 40 IE overeenkomt met 1 microgram (µg).

## Functies in het lichaam
Vitamine D (en dan met name calcitriol) heeft verschillende functies in het lichaam:
- Calciumstofwisseling: Calcitriol bindt zich aan de vitamine D-receptor, die behoort tot de steroïdereceptoren. Steroïdereceptoren fungeren als eiwittranscriptiefactor die genexpressie kan reguleren. Het resultaat is dat de calcium- en fosfaatniveaus in het bloed binnen strakke grenzen worden gehouden. Dit kan enerzijds door calcium uit bot vrij te maken, anderzijds door de opname van calcium en fosfaat uit de voeding te stimuleren, of de excretie van calcium of fosfaat door de nier te stimuleren dan wel te remmen. Zo wordt de efficiëntie van de resorptie van calcium in de nieren en van de absorptie van calcium en fosfaat in de darm gestimuleerd door de aanwezigheid van calcitriol. Suppletie van vitamine D aan ouderen staat momenteel erg in de belangstelling.[a]
- Immuunsysteem
- Hart en bloedvaten
- Voorkomen van bepaalde vormen van kanker
- Stemmingen / depressie[15] / neonataal schizofrenierisico[16]

### Ultraviolet licht
Het lichaam kan in de huid vanuit een metaboliet van cholesterol (7-dehydrocholesterol) vitamine D3 aanmaken onder invloed van het uv B-deel van het zonlicht. Deze endogene productie is verreweg de belangrijkste bron van vitamine D voor de meeste mensen. Het lichaam heeft een grote capaciteit om vitamine D3 aan te maken. Iemand in badkleding die zo lang in de zon zit totdat een lichte roodkleuring van de huid optreedt, doet de bloedspiegels van vitamine D3 evenveel stijgen als wanneer deze persoon 10000 IE (250 μg) vitamine D via een voedingssupplement zou nemen. Mensen die wonen en werken in een tropisch klimaat, maken dit naar schatting per dag aan, veel meer dan de in Nederland en België aanbevolen dagelijkse hoeveelheid. Na excessieve blootstelling aan de zon ontstaat geen vitamine D-toxiciteit, aangezien een evenwicht tussen aanmaak en afbraak ontstaat, waarbij een overmaat vitamine D wordt omgezet in inactieve producten.
Alles wat de hoeveelheid uv-straling beïnvloedt die de huid binnendringt, heeft een enorm effect op de productie van vitamine D in de huid en daarmee op de vitamine D-status.
- Zonkracht: Om vitamine D te kunnen produceren in de huid moet de zonkracht meer dan 3 zijn. De zonkracht is een maat voor de hoeveelheid uv-straling in het zonlicht die de aarde bereikt. Factoren die daarop van invloed zijn:
  - De breedtegraad: Op de hogere breedtegraden van de aarde worden de uv B-stralen in zekere mate door de atmosfeer uit het zonlicht gefilterd, met name in de herfst en de winter. In de winter is boven een breedtegraad van 52 graden (ongeacht atmosferische en andere omstandigheden) de zon te zwak om überhaupt nog vitamine D in de huid aan te maken.[c] Op lagere breedtegraden neemt de vitamine D-productie in de huid snel toe. Mensen die wonen en werken in de tropen, maken naar schatting 10000 IE (250 µg) per dag aan, 100 maal meer dan de in Nederland en België aanbevolen dagelijkse hoeveelheid voor volwassenen.
  - Hoogte van de zon aan de hemel: De golflengtes waarbij vitamine D-productie in de huid plaatsvindt, zijn op zeeniveau in zonlicht aanwezig wanneer de zon meer dan 45° boven de horizon staat en ook de zonkracht meer dan 3 is.[18] Bij deze invalshoek, die in de tropen dagelijks plaatsvindt en in gematigde breedtegraden dagelijks tijdens lente en zomer, maar vrijwel nooit binnen de beide poolcirkels, worden adequate hoeveelheden vitamine D3 in de huid geproduceerd na ongeveer 10 tot 15 minuten blootstelling van ten minste het gezicht, de armen, handen en bij voorkeur ook bovenlichaam (zonder zonnebrandcrème), ten minste tweemaal per week. De hoogste stand van de zon (zenit) op de dag is in de herfst/winter aanmerkelijk lager dan in de lente/zomer. Op West-Europese breedtegraden is gedurende het einde van de herfst en het begin van de winter de zonkracht te laag om voor vitamine D-productie in de huid te zorgen. In de zomer is vroeg op de dag en laat in de middag de zonkracht vaak te laag voor vitamine D-productie.
  - Bewolking, vocht, stof, smog en/of ozon in de atmosfeer verlagen de hoeveelheid uv B die de aarde bereikt.
  - Hoogte boven de zeespiegel: In de bergen schijnt de zon aanmerkelijk krachtiger dan op zeeniveau, omdat de reis van de stralen door de atmosfeer daar korter is en de lucht schoner.
  - Golflengte van de uv B-straling: Vorming van vitamine D uit 7-dehydrocholesterol vindt in de huid plaats bij blootstelling aan ultraviolet-B licht met een golflengte tussen 290 en 315 nm (met de hoogste synthese tussen 295 en 297 nm).[19][20] Bij een zonnebank worden veel van de vitamine D producerende uv B-stralen eruit gefilterd, aangezien dat deel van het uv-spectrum (dat voor vitamine D3 productie verantwoordelijk is) eveneens roodkleuring, verbranding en de dodelijkste vorm van huidkanker (melanoom) kan veroorzaken. Bij een hoogtezon of voor lichttherapie gebruikte lamp vindt een dergelijke filtering van uv B-straling niet plaats. Niettemin worden bij zonnebankgebruikers aanmerkelijk hogere vitamine D-spiegels gevonden dan bij mensen die daar geen gebruik van maken.[21]
- Zongerelateerd gedrag:
  - Leefstijl: Veel mensen werken en leven voornamelijk binnen. Zodra men buitenkomt bedekt men de huid of gebruikt men een zonnebrandcrème als preventie tegen huidkanker en -veroudering. Mensen die niet in de zon komen, lopen zelfs in de zomer kans op vitamine D-deficiëntie, zeker bij een donkere huid. In Miami komt onverwacht veel vitamine D-deficiëntie voor, ondanks het zonnige weer en gunstige breedtegraad.[22]
  - Glas: Glas in huizen en auto's absorbeert uv B-straling, zelfs in de zomer.
  - Huidbedekking: In Nederland wordt lichaamsbedekkende kleding (nikab, boerka, chador, sluier) vooral gedragen door vrouwen met een donkere huidskleur, die sowieso al moeilijker vitamine D aanmaken.
  - Zonnebrandcrèmes: Zonnebrandcrèmes of -lotions bevatten chemische stoffen die bedoeld zijn om juist uv B-stralen te blokkeren, aangezien dit deel van het uv-spectrum (naast vitamine D produceren) de huid rood kan doen kleuren of verbranden. Het aanbrengen van een zonnebrandcrème met beschermingsfactor 8 doet de vitamine D3 productie met 97,5% afnemen.[3][23] Beschermingsfactor 15 remt de vitamine D-productie met 99%.[24]
- Conditie van de huid:
  - Huidpigmentatie: Melanine in de huid functioneert als natuurlijke bescherming tegen zonnebrand, maar beperkt eveneens de snelheid waarmee vitamine D kan worden gemaakt. Bij mensen met een donkere huidskleur functioneert de vitamine D-synthese in de huid aanmerkelijk langzamer dan bij mensen met een blanke huid en kan tot 99% geremd worden.[24] Het feit dat mensen met een lichte huidskleur vooral in gebieden met weinig zonlicht wonen, zou een gevolg van de evolutie kunnen zijn, omdat mensen met een lichte huidskleur in deze gebieden minder snel rachitis zullen krijgen dan mensen met een donkere huidskleur.[25] Omgekeerd zou het feit dat mensen met een donkere huidskleur vooral in gebieden met veel zonlicht wonen een gevolg van de evolutie kunnen zijn, omdat mensen met een donkere huidskleur in die gebieden minder snel huidkanker zullen krijgen dan mensen met een lichte huidskleur.
  - Verouderende huid: Bij ouderen wordt de huid dunner en vermindert het vermogen om vitamine D in de huid aan te maken (om 7-dehydrocholesterol naar previtamine D3 om te zetten).

Een blanke gezonde huid is in principe in staat om vrij snel grote hoeveelheden vitamine D aan te maken. Op de 52ste breedtegraad, waarop onder meer Nederland ligt, wordt in de zomer (mei-september) midden op de dag bij onbewolkte hemel en heldere lucht al na enkele minuten blootstelling van een type-1 huid (wit), met 25% van het lichaamsoppervlak onbedekt en in horizontale positie, 25 microgram (1000 IE) vitamine D gemaakt. In de winter (november-maart) echter, is het op dezelfde breedtegraad onder geen enkele omstandigheid mogelijk om uitsluitend met behulp van zonlicht een adequate vitamine D-status te handhaven.

### Voeding
Menselijke voeding bevat onvoldoende vitamine D. Slechts zeer weinig voedingsmiddelen zijn een goede bron van vitamine D. Voedingsmiddelen waar vitamine D van nature in voorkomt zijn:
- De beste bron van vitamine D zijn vette vissoorten, zoals: haring, meerval, zalm (wilde zalm 25 µg per portie, kweekzalm 10 µg per portie), makreel, sardines (15 µg per portie), tonijn, paling.
- Visolie, met name de olie uit de vissenlevers, zoals levertraan.
- Eidooiers, de hoeveelheden variëren en komen zelden boven 1,25 µg (50 IE) per dooier uit[3].
- In paddenstoelen is ergosterol (provitamine D2) aanwezig, wat onder invloed van voldoende uv-licht omgezet kan worden in biologische actief ergocalciferol (vitamine D2). In het wild geoogste paddenstoelen kunnen dus een goede vitamine D-bron zijn, paddenstoelen die in lichtarme omstandigheden groeien zijn dat niet. Ook andere planten kunnen sporen ergosterol bevatten.
- Vitamine D3 wordt ook industrieel uit korstmossen gewonnen. Dit is de enige niet-dierlijke bron van vitamine D3 en is belangrijk voor veganisten.

### Voedingsmiddelen met toegevoegd vitamine D
Levensmiddelen met toegevoegd vitamine D zijn de belangrijkste bron van deze vitamine in de voeding. In de Verenigde Staten wordt het sinds de jaren 1930 aan melkproducten toegevoegd waardoor rachitis daar vrijwel uitgebannen is. In Nederland wordt vitamine D wel aan margarine toegevoegd in een hoeveelheid tot 7,5 µg (300 IE) per 100 gram.

### Vitamine D in moedermelk
Het gehalte aan vitamine D-achtige stoffen in moedermelk is bijzonder laag en is sterk afhankelijk van de vitamine D-status van de moeder. Al gehydroxyleerd 25(OH)Vitamine D3 maakt het grootste deel van de anti-rachitis activiteit van moedermelk uit. Het vitamine D-gehalte in de vetrijke achtermelk (welke de zuigeling als laatste drinkt), is groter dan in de voormelk. Wanneer een op een hogere breedtegraad levende moeder in de winter dagelijks 50 µg (2000 IE) inneemt, bereikt de moedermelk dezelfde anti-rachitis-activiteit als van ongesupplementeerde moeders in de zomer.
Wanneer moeders reeds een subklinische vitamine D-deficiëntie hebben (zoals de meeste vrouwen in westerse landen op ver van de evenaar gelegen breedtegraden, en vooral ook in islamitische gemeenschappen), dan hebben de zuigelingen een duidelijk hoger risico om snel een vitamine D-gebrek te ontwikkelen.

### Voedingssupplementen
In voedingssupplementen is de toegestane hoeveelheid vitamine D wettelijk beperkt tot maximaal 25 µg per dagdosering. Als de gebruiksaanwijzing van het voedingssupplement meer dan 15 µg vitamine D per dag voorschrijft, moet op de buitenzijde van de verpakking de volgende tekst worden vermeld: dit voedingssupplement is niet geschikt voor kinderen tot en met 10 jaar.
Zowel vitamine D2 als D3 zijn als voedingssupplement op de markt. Vitamine D2 in voedingssupplementen wordt gesynthetiseerd door uv-bestraling van ergosterol uit gist en vitamine D3 door de uv-bestraling van 7-dehydrocholesterol uit lanoline (wolvet).
Levertraan is ook een goede bron van vitamine D. In vrijwel alle levertraanproducten zijn de niveaus van vitamine A en D die van nature in levertraan aanwezig zijn (en die kunnen fluctueren tussen verschillende charges) aangevuld met extra hoeveelheden van deze vitamines om tot constante (gestandaardiseerde) hoeveelheden vitamine A en D te komen.

## Vitamine D-behoefte
De behoefte aan vitamine D via de voeding is sterk afhankelijk van de hoeveelheid uv B-licht waaraan men zich blootstelt. Het is dan ook moeilijk om daar algemeen geldende aanbevelingen voor te doen.

### Aanbevolen dagelijkse hoeveelheid (adh)
De aanbevolen dagelijkse hoeveelheid (adh-waarde) van vitamine D volgens de Europese etiketteringsrichtlijn is 10 µg. Deze waarde is ook de waarde waarnaar verwezen wordt als op etiketten van levensmiddelen het percentage van de adh vermeld staat. Bij deze adh-waarde wordt echter geen rekening gehouden met de leeftijd of het geslacht van de gebruiker. Dat onderscheid wordt wel gemaakt in de aanbevelingen in een rapport van de Gezondheidsraad uit 2018 (zie tabel).
| Man   | 5 | 10 | 10-20 | 10-20 | 10-20 | 20 | 20 | -  | -  |
| Vrouw | 5 | 10 | 10-20 | 10-20 | 10-20 | 20 | 20 | 20 | 20 |

Op basis van nieuwe wetenschappelijke inzichten heeft de Gezondheidsraad de aanbevolen hoeveelheid vitamine D voor ouderen verhoogd om de kans op botontkalking te verkleinen. In 2008 kwam de Gezondheidsraad met een nieuw advies waarin een voedingssupplement met vitamine D wordt geadviseerd voor een aantal met name genoemde groepen, met tevens de aanbeveling bovenstaande voedingsnormen uit 2000 te (laten) herzien. De Gezondheidsraad heeft in 2012 nieuwe voedingsnormen opgesteld voor vitamine D. Diverse experts zijn echter van mening dat de aanbevolen dagelijkse hoeveelheden van vitamine D nog steeds te laag zijn.

### Adviezen voor vitamine D-suppletie
Op basis van het Gezondheidsraadrapport uit 2008 adviseert het Voedingscentrum een vitamine D-supplement met per dag 10 microgram extra vitamine D voor de volgende groepen:
- alle kinderen tot de leeftijd van 4 jaar. Op consultatiebureaus wordt daarom tegenwoordig aangeraden om baby's die borstvoeding krijgen extra vitamine D te geven.
- alle personen van 4 tot 69 jaar met een donkere huidskleur of weinig in de zon komen of de huid bedekken
- zwangeren
- alle vrouwen boven de 50 jaar

Daarnaast adviseert het Voedingscentrum het dubbele (dus een supplement van 20 microgram per dag) aan iedereen boven de 70 jaar.
Deze doseringen zijn echter in de meeste gevallen onvoldoende om vanuit een toestand van deficiëntie met behulp van voedingssupplementen de vitamine D-spiegels weer normaal te krijgen. Daarvoor zijn doseringen nodig die ver boven de aanbevolen dagelijkse hoeveelheden uitgaan. Hierboven is reeds aangegeven dat zware vitamine D-deficiëntie tamelijk veel voorkomt in Nederland. In Nederland is een beperkende factor dat voedingssupplementen aan een wettelijk maximum van maximaal 25 µg vitamine D per dag zijn gebonden.
| Geschatte dagelijkse (orale) doses vitamine D die nodig zijn om een serum-calcidiolspiegel van 80 nmol/l te bereiken en te handhaven. | Geschatte dagelijkse (orale) doses vitamine D die nodig zijn om een serum-calcidiolspiegel van 80 nmol/l te bereiken en te handhaven. |
| Uitgangsniveau (nmol/l) | Dagelijkse orale dosis |
| --- | --- |
| 20-40 | 55 µg (2200 IE) |
| 40-60 | 45 µg (1800 IE) |
| 60-80 | 29 µg (1160 IE) |
| >80 | 0 µg (0 IE) |

## Vitamine D-status

### Bepaling van vitamine D-status
Mogelijke indicaties voor het bepalen van de vitamine D-status zijn:
- onbegrepen spierzwakte
- ondersteuning bij behandeling tegen botontkalking
- bij risicogroepen: zwangeren, hoogbejaarden
- bij beperkte blootstelling aan de zon
- bij hypercalciëmie
- rachitis
- osteomalacie

De vitamine D-status (of voorraad) wordt bepaald door het analyseren van de niveaus van calcidiol (25-OH-vitamine D) in het bloed. Bij patiënten met ernstig nierfalen is dit echter geen goede maat, aangezien de voorraad wel toereikend kan zijn maar de activatie in de nier niet optreedt.
Mensen uit zuidelijke landen, die veel aan de zon blootgesteld zijn en hun huid niet compleet bedekken, hebben vaak serumconcentraties van 135-225 nmol/l.
Ook kan het niveau van het parathormoon een indicator zijn. De vitamine D-spiegel is te laag wanneer de spiegel van het parathormoon stijgt. Met het oog op de parathormoonspiegels is in Frankrijk en de VS de wenselijke calcidiolspiegel inmiddels vastgesteld op 75 nmol/l of hoger. Beneden een serumconcentratie van 75 nmol/l compenseert het lichaam de tekortschietende werking van vitamine D op de calciumhuishouding met het verhogen van de parathormoonspiegels. Daarnaast is de calciumabsorptie in de darm beneden een vitamine D-spiegel van 75 nmol/l geremd.
Calcitriol, de actieve vorm van vitamine D, is geen goede indicator van de vitamine D-status omdat de niveaus ervan redelijk constant blijven, ook in geval van vitamine D-tekort. Actief vitamine D bepalen kan geïndiceerd zijn bij patiënten met nierfalen, of patiënten met onbegrepen hypercalciëmie.
| Gezondheidsimplicaties van verschillende niveaus calcidiol (25(OH)D3) in serum. | Gezondheidsimplicaties van verschillende niveaus calcidiol (25(OH)D3) in serum. | Gezondheidsimplicaties van verschillende niveaus calcidiol (25(OH)D3) in serum. | Gezondheidsimplicaties van verschillende niveaus calcidiol (25(OH)D3) in serum. |
| 25(OH)D-concentratie (ng/ml)                                                    | 25(OH)D-concentratie (nmol/l)                                                   | Beschrijving                                                                    | Gezondheidsimplicaties |
| ------------------------------------------------------------------------------- | ------------------------------------------------------------------------------- | ------------------------------------------------------------------------------- | --- |
| -                                                                               | < 12                                                                            | -                                                                               | Rachitis, osteomalacie en myopathie. Ernstige secundaire hyperparathyreoïdie en calciummalabsorptie.                                                                                          |
| < 11                                                                            | < 27                                                                            | Zware deficiëntie                                                               | Ernstig gevaar voor rachitis, osteomalacie en myopathie. Secundaire hyperparathyreoïdie en calciummalabsorptie.                                                                               |
| 11-20                                                                           | 27-50                                                                           | Deficiëntie                                                                     | Langdurig vitamine D-tekort, gevaar voor rachitis en osteomalacie |
| 20-32                                                                           | 50-80                                                                           | Sufficientie / hypovitaminose D                                                 | Er is veel discussie in de literatuur rondom de streefwaarde. In medische literatuur wordt 75nmol/l vaak aangehouden. Alternatieve literatuur stelt dat dit mogelijk nog aan de lage kant is. |
| 32-80                                                                           | 80-250                                                                          | Sufficiëntie                                                                    | Fysiologisch zeker toereikende serumconcentratie |
| 54-90                                                                           | 135-225                                                                         | Normaal in zonnige landen                                                       | |
| >100                                                                            | >250                                                                            | Overmaat                                                                        | Vitamine D-oververzorging |
| >150                                                                            | >325                                                                            | Intoxicatie                                                                     | Vitamine D-intoxicatie |

### Laboratoriumanalyses
De referentiewaarden die laboratoria hanteren als normaalwaarden voor calcidiol lopen sterk uiteen. Een serum calcidiolwaarde van 26 nmol/l wordt bijvoorbeeld in het VU Medisch Centrum en het Academisch Ziekenhuis Maastricht beschouwd als normaal, terwijl dezelfde waarde in het Universitair Medisch Centrum Groningen als insufficiënt wordt beschouwd:
| Grote verschillen in gehanteerde referentiewaarden voor calcidiol in Nederlandse niet-commerciële laboratoria. | Grote verschillen in gehanteerde referentiewaarden voor calcidiol in Nederlandse niet-commerciële laboratoria.         |
| Laboratorium                                                                                                   | Referentiewaarde 25(OH)D in serum                                                                                      |
| --- | --- |
| Universitair Medisch Centrum Groningen                                                                         | insufficiënt: 25-50 nmol/l hypovitaminose D: 50-80 nmol/l sufficiënt: >80 nmol/l grote kans op toxiciteit: >250 nmol/l |
| Medisch Centrum Rijnmond Zuid, Rotterdam                                                                       | deficiënt: <25 nmol/l borderline: 25-60 nmol/l gewenst: 60-100 nmol/l                                                  |
| Reinier de Graaf Groep Diagnostisch Centrum SSDZ, Delft                                                        | normaal: 50-185 nmol/l toxisch: >250 nmol/l                                                                            |
| IJsselland Ziekenhuis Capelle a/d IJssel                                                                       | normaal: >50 nmol/l |
| Leids Universitair Medisch Centrum                                                                             | normaal: 30-120 nmol/l                                                                                                 |
| VU Medisch Centrum, Amsterdam                                                                                  | normaal: 25-150 nmol/l                                                                                                 |
| Academisch Ziekenhuis Maastricht                                                                               | normaal: 25-110 nmol/l                                                                                                 |

Verder blijkt de diagnose van vitamine D-deficiëntie bemoeilijkt te worden door grote verschillen in analyseresultaten van hetzelfde monster tussen verschillende laboratoria, zelfs wanneer dezelfde methode wordt gebruikt.

### Vitamine D-tekorten

#### Nederland
In de praktijk blijkt het voor veel bevolkingsgroepen moeilijk te zijn om een adequate vitamine D-status te handhaven. Groepen die risico lopen op vitamine D-deficiëntie zijn ouderen, kinderen, zwangeren, mensen met een donkere huidskleur, mensen die weinig buiten komen of extra veel lichaamsbedekkende kleding dragen. Ook van de gezonde jongvolwassenen blijkt ongeveer een derde een inadequate vitamine D-status te hebben.
Bijna de helft van alle 65-plussers in Nederland heeft een tekort aan vitamine D. Ook bleek in onderzoek ruim de helft van de Nederlandse niet-westerse allochtone zwangeren en hun pasgeborenen zwaar vitamine D-deficiënt (serumwaarden calcidiol onder 20 nanomol). Daarnaast werd geconstateerd dat onvoldoende bekend is bij onder meer huisartsen dat vitamine D in Nederland alleen in de zomer en de lente in voldoende mate wordt geproduceerd.
Wanneer de grens van een lage vitamine D-status bij 50 nmol/l wordt gelegd, heeft circa 36% van de gezonde jongeren (18-29 jaar) een te lage vitamine D-status, bij 42% van de vrouwen (15-49 jaar) met een donkere huidskleur is dat het geval. In Europa heeft 28-100% van de gezonde en 70-100% van de gehospitaliseerde volwassenen een te lage vitamine D-status. In Nederland heeft ongeveer een op de drie kinderen een tekort aan vitamine D (gedefinieerd als een serumconcentratie minder dan 50 nmol/l). Bij kinderen van onder andere Marokkaanse, Surinaamse, Turkse en Kaapverdische afkomst ligt dit aantal nog hoger.

#### Andere landen
In landen zoals het Verenigd Koninkrijk, de Verenigde Staten en Noorwegen blijken ook behoorlijk grote delen van de bevolking vitamine D-deficiënt, met name tijdens de winterperiode en in het voorjaar.

### Oorzaken van te weinig vitamine D
- Onvoldoende aanmaak: Een veelvoorkomende oorzaak van te weinig vitamine D is een onvoldoende eigen synthese in de huid. Dit kan liggen aan seizoensvariaties in blootstelling aan de zon, lichaamsbedekkende kleding, weinig buiten komen, verminderd vermogen tot aanmaak door ouderdom en andere eerder in dit artikel opgesomde factoren (in de paragraaf "zonlicht").
- Alcoholisme: Excessief gebruik van alcohol kan het metabolisme van vitamine D veranderen.[51] Daarom komt vitamine D-deficiëntie relatief veel voor bij alcoholisten.
- Vetabsorptiestoornissen.
- Polymorfismen: polymorfismen voor het gen dat codeert voor de vitamine D-receptor kunnen de behoefte aan vitamine D verhogen en daarmee de kans op osteoporose, borstkanker, prostaatkanker en andere aandoeningen.[52] Door suppletie met vitamine D en/of regelmatige blootstelling aan zonlicht kan waarschijnlijk in deze verhoogde behoefte worden gezien en de negatieve gevolgen voor de gezondheid van deze polymorfismen ongedaan maken. Bij voldoende blootstelling aan zonlicht is de vitamine D-productie optimaal en is de vitamine D-receptor waarschijnlijk verzadigd waardoor polymorfismen van het gen dat voor deze receptor codeert geen fysiologische gevolgen hebben. Bij een suboptimale vitamine D-status, kunnen polymorfismen van dit gen waarschijnlijk wel nadelige gevolgen hebben en kan suppletie met vitamine D deze gevolgen tegengaan.
- Zwangerschap

### Vitamine D-deficiëntieverschijnselen
Een tekort aan vitamine D wordt in verband gebracht met de volgende aandoeningen van de botten:
- rachitis, ofwel Engelse ziekte, een ziekte bij kinderen die gekarakteriseerd wordt door geremde groei en misvorming van de lange botten. De botten buigen door onder het gewicht tot O- of X-benen.
- osteomalacie, een op rachitis lijkende aandoening bij volwassenen, gepaard gaande met spierzwakte en dunner wordende botten.
- myopathie: spierzwakte, bijvoorbeeld moeite hebben met traplopen of opstaan uit een stoel.
- osteoporose.

Vitamine D-deficiëntie wordt ook in verband gebracht met verschillende chronische aandoeningen, zoals hoge bloeddruk, tuberculose, kanker, periodontitis, multiple sclerose, chronische pijn, schizofrenie, vaatziekten en verschillende auto-immuunziekten, waaronder type 1 diabetes.

#### Vitamine D en osteoporose
Osteoporose, ook wel botontkalking genoemd, gaat samen met vitamine D-deficiëntie. Bij een dalende vitamine D-spiegel neemt de opname van calcium uit de darm af. Dit wordt gecompenseerd door de afgifte van meer parathormoon, dat gemaakt wordt in de bijschildklieren. Parathormoon werkt echter ook stimulerend op de botafbrekende cellen (osteoclasten) waardoor botweefsel verloren gaat en osteoporose kan ontstaan of verergeren. Huisartsen schrijven osteoporosepatiënten meestal 10 µg (400 IE) vitamine D per dag voor. Recent wetenschappelijk onderzoek wijst erop dat die dosering onvoldoende is en minimaal het dubbele moet zijn. Overigens hoeft een dergelijke dosis niet iedere dag ingenomen worden. Driemaal per jaar een orale dosis van 100.000 IE vitamine D (2500 µg) blijkt eveneens het risico op fracturen sterk te kunnen verminderen. 
Vermindering van de incidentie van fracturen treedt op wanneer de calcidiolconcentraties in het serum 72 nmol/l of hoger zijn, en deze verandering is waarschijnlijk het gevolg van zowel verbeterde botsterkte als vermindering van het risico op vallen door sterkere spieren. Uit een omvangrijk Amerikaans bevolkingsonderzoek bleek dat de botdichtheid circa 5% verbeterde bij een toename van de 25-hydroxyvitamine D-spiegel (calcidiol) van 25 tot 90 nmol/l

#### Vitamine D en depressie
Er bestaat een theorie die luidt dat vitamine D samen met omega 3-vetzuren betrokken is bij de aanmaak van serotonine via beïnvloeding van het enzym tryptofaan hydroxylase 2 (TPH2), het snelheidsbepalende enzym bij de synthese van serotonine. Suboptimale waarden van deze stoffen zouden aanleiding kunnen zijn voor lage serotoninewaarden in de hersenen, wat aanleiding kan zijn voor neuropsychiatrische aandoeningen als depressie. Hoewel er wel aanwijzingen zijn dat depressie samenhangt met lage vitamine D spiegels in het bloed, wijst onderzoek naar de effecten van vitamine D suppletie bij depressie erop dat vitamine D suppletie (alleen) geen effectieve maatregel is bij deze aandoening.

#### Vitamine D en andere aandoeningen
Daarnaast is er een aantal opvallende verbanden gevonden tussen een lage vitamine D-status en een aantal aandoeningen. Dit hoeft niet per se te duiden op een oorzakelijk verband, maar is zeker een aanleiding voor verder onderzoek:
- Auto-immuunziekten
- Multiple sclerose: Er is een sterke correlatie tussen breedtegraad en de incidentie van Multiple Sclerose, bij de evenaar komt de ziekte nauwelijks tot niet voor en naarmate men verder van de evenaar komt neemt de incidentie toe. De hoogste incidentiecijfers worden gevonden in Noord-Europa en in Canada. Ook is er een correlatie tussen de incidentie van MS en het aantal uren zon per jaar in een gebied. De ziekte zelf vertoont schommelingen in intensiteit, met de hoogste ziekteactiviteit in de lente (wanneer de vitamine D-status het laagst is) en de laagste activiteit in de herfst (wanneer deze het hoogst is). Ook lijkt er een verband te zijn met de vitamine D-inname: in de Scandinavische kuststreken, waar relatief veel vis en zeevoedsel wordt geconsumeerd, komt de ziekte minder voor dan in de Scandinavische binnenlanden. Uit twee grote epidemiologische studies, waaronder de Nurses Health Study, blijkt een omgekeerd verband tussen vitamine D-suppletie en het voorkomen van MS. Dit alles suggereert een verband met de vitamine D-status en heeft onderzoekers ertoe bewogen om het verband tussen MS en vitamine D verder te gaan onderzoeken. De tot nu toe (2006) gedane studies naar vitamine D ter behandeling van MS zijn echter te klein opgezet of hebben te veel verstorende variabelen om er harde conclusies uit te trekken.[63]
- Ischemische hartklachten: Vitamine D speelt mogelijk een rol bij de preventie en/of therapie van ischemische hartklachten.[64] Net als bij kanker is er een omgekeerd verband gevonden tussen de incidentie van hartziekten en de serum vitamine D-spiegels.[65]
- Algehele mortaliteit: Vitamine D-suppletie (in doseringen tussen 300 tot 2000 IE) was geassocieerd met een 7% verminderde sterfte.[66]
- Mogelijk helpt lichttherapie bij psoriasis (en andere huidaandoeningen) omdat de hoeveelheid vitamine D in het lichaam als gevolg daarvan stijgt.[67]
- Kanker. In het noordoosten van de Verenigde Staten, waar de bevolking in het algemeen meer in grote steden woont en minder zonlicht krijgt, zijn de sterftecijfers als gevolg van darmkanker[68][69], borst- en prostaatkanker[70] hoger dan in de zuidelijke staten.
- Diabetes mellitus type I: Een Fins onderzoek uit 2001 vond dat kinderen die dagelijks 50 microgram vitamine D (2000 IE) kregen, 80% minder kans liepen op type 1 diabetes.[71]
- Hart- en vaatziekten: vitamine D-deficiëntie is geassocieerd met een toename van het risico op hoge bloeddruk en cardiovasculaire aandoeningen. In een populatie van 1739 personen die vijf jaar werden gevolgd bleek dat degenen met lage vitamine D-spiegels 62% meer kans op een hartfalen hadden.[72] Toch zijn de onderzoeksresultaten naar de relatie tussen vitamine D en hart- en vaatziekten tegenstrijdig.[72][73][74]

## Overdosis vitamine D

### Toxiciteitverschijnselen
Bij vitamine D-vergiftiging is er een overschot aan vitamine D in het lichaam. Een andere term hiervoor is hypervitaminose D. Extreem hoge doses vitamine D kunnen leiden tot een te hoge calciumspiegel in het bloed. Dit kan de volgende klachten geven:
- Misselijkheid en braken
- Buikpijn en verstopping
- Veel dorst, veel drinken en veel plassen
- Prikkelbaarheid, verwardheid, of somberheid
- Vermoeidheid en algemene zwakte
- Slaperigheid
- Hartritmestoornissen
- Botpijnen

Bij een langdurige vitamine D-vergiftiging, kunnen nierstenen optreden alsmede beschadiging van de nieren en van het hart.

### Acute toxiciteit
In extreem hoge doses kan vitamine D toxisch, zelfs dodelijk zijn. Zo stierven in de Verenigde Staten enkele mensen nadat ze melk hadden gedronken waaraan per ongeluk een veel te grote hoeveelheid vitamine D was toegevoegd.

### Chronische toxiciteit
De maximaal veilige dosis (bij chronisch gebruik) voor vitamine D3 is momenteel 50 µg (2.000 IE) per dag. Volgens een risicoanalyse uit 2007 kan deze waarde zonder bezwaar worden vervijfvoudigd tot 250 µg (10.000 IE) per dag, 100 maal de huidige aanbevolen dagelijkse hoeveelheid voor personen tussen 4 en 50 jaar. Bij kortdurend gebruik kunnen veel hogere doseringen gegeven worden. Zo werd na het geven van injecties met 600.000 IE (15 mg) de calcidiolspiegel verhoogd van 2 ng/ml naar 22 ng/ml bij tien ouderen zonder enige aanwijzing voor toxiciteit. Dergelijke doses zijn niet alleen veilig, maar worden ook aanbevolen voor ouderen om vitamine D-deficiëntie in de winter te voorkomen.

### Vergiftiging door voedingssupplementen
In Nederland en België is het vrijwel onmogelijk om toxische hoeveelheden vitamine D3 binnen te krijgen via voedingssupplementen. Vitamine D3 heeft pas toxische effecten bij serumwaarden van 600 nanomol calcidiol per liter of meer. Dergelijke waarden worden pas bereikt bij chronisch gebruik van meer dan 40.000 IE (1000 µg) vitamine D3 per dag, 400 maal de huidige aanbevolen dagelijkse hoeveelheid voor volwassenen. Aangezien voedingssupplementen in Nederland maximaal 25 microgram per dag mogen bevatten, is het risico op overdosering van vitamine D3 door het gebruik van een voedingssupplement, mits men zich aan de aanbevolen dosering houdt, in Nederland praktisch uitgesloten.
Bij suppletie van ergocalciferol (D2) treedt eerder toxiciteit op dan bij D3, waarvoor de drempel voor toxiciteit veel hoger ligt.
Hoe vitamine D-overdosering tot hypercalciëmie leidt is niet met zekerheid bekend. Het meest waarschijnlijk wordt, bij zeer hoge concentraties calcidiol, de bindingscapaciteit van DBP overschreden en dan gaat vrij calcidiol direct de transcriptie van genen beïnvloeden (wat onder normale omstandigheden alleen door calcitriol gebeurt), of de fractie calcitriol in ongebonden vorm neemt toe en gaat dan de expressie van genen beïnvloeden. Het is niet waarschijnlijk dat overdosering leidt tot verhoogde calcitriolconcentraties en dat dit op de conventionele manier de calciumconcentratie verhoogt.